# Coupe du monde de ski acrobatique 1981
Navigation
Édition précédente Édition suivante
La Coupe du monde de ski acrobatique 1981 est la deuxième édition de la Coupe du monde de ski acrobatique organisée par la Fédération internationale de ski. Elle inclut quatre épreuves : les bosses, le saut acrobatique, le ballet et le combiné, une combinaison des trois autres.
 
Chez les femmes la jeune canadienne Marie-Claude Asselin domine la compétition tandis que chez les hommes Frank Beddor profite de sa polyvalence pour remporter le titre.

## Déroulement de la compétition
En 1981 la FIS est une instance amateur, mais les athlètes sont amateurs ou professionnels (rémunérés directement ou simplement indemnisés, grâce à des marques qui sponsorisent le circuit). Néanmoins le circuit professionnel américain a disparu et la compétition regroupe donc les meilleurs athlètes.
La saison est composée de huit étapes, quatre en Europe et quatre en Amérique du Nord. Pour chacune d'entre elles, pour les femmes comme pour les hommes il y a trois épreuves et quatre podiums: Le saut acrobatique, le ski de bosses, le ballet (ou acroski) et le combiné qui est la combinaison des résultats des trois autres. Certaines étapes se tiennent sur plusieurs sites (par exemple les épreuves de ski de bosses de l'étape autrichienne de Seefeld se déroulent à Laax, site de l'étape suisse précédente),.
| \| Mt. St. Anne Mt. St. Sauveur Poconos Mt. Norquay Calgary \| Sites des compétitions de ski cross en Amérique du Nord |
| Mt. St. Anne Mt. St. Sauveur Poconos Mt. Norquay Calgary                                                               |

| Mt. St. Anne Mt. St. Sauveur Poconos Mt. Norquay Calgary |

| \| Livigno Tignes Laax Seefeld Oberjoch \| Sites des compétitions de ski cross dans les Alpes |
| Livigno Tignes Laax Seefeld Oberjoch                                                          |

| Livigno Tignes Laax Seefeld Oberjoch |

| \| Mt. St. Anne Mt. St. Sauveur Poconos Mt. Norquay Calgary \| Sites des compétitions de ski cross en Amérique du Nord |
| Mt. St. Anne Mt. St. Sauveur Poconos Mt. Norquay Calgary                                                               |

| Mt. St. Anne Mt. St. Sauveur Poconos Mt. Norquay Calgary |

| \| Livigno Tignes Laax Seefeld Oberjoch \| Sites des compétitions de ski cross dans les Alpes |
| Livigno Tignes Laax Seefeld Oberjoch                                                          |

| Livigno Tignes Laax Seefeld Oberjoch |

## Classements

### Général
La Canadienne Marie-Claude Asselin et l'Américain Frank Beddor, deux skieurs polyvalents, remportent les classements généraux de la Coupe du monde.
| Rang | Nom           | Points |
| ---- | ------------- | ------ |
| 1    | Frank Beddor  | 502.00 |
| 2    | Greg Athans   | 359.00 |
| 3    | Peter Judge   | 354.00 |
| 4    | Bruce Bolesky | 340.00 |
| 5    | Rick Bowie    | 306.00 |

| Rang | Nom                  | Points |
| ---- | -------------------- | ------ |
| 1    | Marie-Claude Asselin | 138.00 |
| 2    | Renée Lee Smith      | 113.00 |
| 3    | Stephanie Sloan      | 104.00 |
| 4    | Éveline Wirth        | 79.00  |
| 5    | Christine Rossi      | 51.00  |

### Saut acrobatique
Les Canadiens Marie-Claude Asselin et Jean Corriveau remportent les classements du saut acrobatique.
| Rang | Nom               | Points |
| ---- | ----------------- | ------ |
| 1    | Jean Corriveau    | 142    |
| 2    | Frank Beddor      | 139    |
| 3    | Dominique Laroche | 130    |
| 4    | Craig Clow        | 129    |
| 5    | Mike Nemesvary    | 122    |

| Rang | Nom                  | Points |
| ---- | -------------------- | ------ |
| 1    | Marie-Claude Asselin | 46.00  |
| 2    | Maja Berg            | 46.00  |
| 3    | Renée Lee Smith      | 29.00  |
| 4    | Susi Schmidl         | 26.00  |
| 5    | Hayley Wolff         | 26.00  |

### Ballet
Les Américains Jan Bucher et l'Américain Bob Howard remportent les classements du ballet et conservent tous les deux leurs titres acquis en 1980.
| Rang | Nom             | Points |
| ---- | --------------- | ------ |
| 1    | Bob Howard      | 150.00 |
| 2    | Frank Beddor    | 140.00 |
| 3    | Richard Schabl  | 133.00 |
| 4    | Ernst Garhammer | 130.00 |
| 5    | Daniel Cote     | 128.00 |

| Rang | Nom                  | Points |
| ---- | -------------------- | ------ |
| 1    | Jan Bucher           | 48.00  |
| 2    | Christine Rossi      | 42.000 |
| 3    | Monika Fügmann       | 37.00  |
| 4    | Marie-Claude Asselin | 31.00  |
| 5    | Éveline Wirth        | 28.00  |

### Bosses
L'Américaine Hilary Engisch et le Français Nano Pourtier remportent les classements du ski de bosses, le deuxième consécutif pour Engisch qui conserve son titre de 1980.
| Rang | Nom             | Points |
| ---- | --------------- | ------ |
| 1    | Nano Pourtier   | 147.00 |
| 2    | Frank Beddor    | 134.00 |
| 3    | Greg Athans     | 134.00 |
| 4    | Franco Zanolari | 128.00 |
| 5    | Bill Keenan     | 126.00 |

| Rang | Nom                  | Points |
| ---- | -------------------- | ------ |
| 1    | Hilary Engisch       | 47.00  |
| 2    | Renée Lee Smith      | 42.000 |
| 3    | Stephanie Sloan      | 37.00  |
| 4    | Marie-Claude Asselin | 31.00  |
| 5    | Kay Kucera           | 22.00  |

### Combiné
La Canadienne Marie-Claude Asselin et l'Américain Frank Beddor remportent les classements du combiné.
| Rang | Nom           | Points |
| ---- | ------------- | ------ |
| 1    | Frank Beddor  | 89.00  |
| 2    | Peter Judge   | 79.00  |
| 3    | Bruce Bolesky | 74.00  |
| 4    | Greg Athans   | 69.00  |
| 5    | Rick Bowie    | 67.00  |

| Rang | Nom                  | Points |
| ---- | -------------------- | ------ |
| 1    | Marie-Claude Asselin | 30.00  |
| 2    | Stephanie Sloan      | 23.000 |
| 3    | Renée Lee Smith      | 22.00  |
| 4    | Éveline Wirth        | 13.00  |
| 5    | Besty Conroy         | 6.00   |

## Calendrier et podiums

### Hommes
| Date             | Lieu             | Épreuve | Vainqueur                  | Second                     | Troisième                  |
| ---------------- | ---------------- | ------- | -------------------------- | -------------------------- | -------------------------- |
| 16 janvier 1981  | Livigno          | Bosses  | Bill Keenan                | Craig Sabina               | Philippe Deiber            |
| 17 janvier 1981  | Livigno          | Ballet  | Bob Howard                 | Information non disponible | Greg Athans                |
| 18 janvier 1981  | Livigno          | Saut    | Jean Corriveau             | Jean-Marc Rozon            | Frank Beddor               |
| 18 janvier 1981  | Livigno          | Combiné | Frank Beddor               | Peter Judge                | Bruce Bolesky              |
| 22 janvier 1981  | Tignes           | Bosses  | Information non disponible | Nano Pourtier              | Greg Athans                |
| 23 janvier 1981  | Tignes           | Ballet  | Bob Howard                 | Information non disponible | Frank Beddor               |
| 24 janvier 1981  | Tignes           | Saut    | Jean Corriveau             | Jean-Marc Rozon            | Rick Bowie                 |
| 24 janvier 1981  | Tignes           | Combiné | Information non disponible | Rick Bowie                 | Information non disponible |
| 31 janvier 1981  | Laax             | Ballet  | Bob Howard                 | Frank Beddor               | Daniel Cote                |
| 1er février 1981 | Laax             | Saut    | John Eaves                 | Jean Corriveau             | Frank Beddor               |
| 3 février 1981   | Laax             | Bosses  | Nano Pourtier              | Renée Lee Smith            | Franco Zanolari            |
| 3 février 1981   | Laax             | Combiné | Frank Beddor               | John Eaves                 | Greg Athans                |
| 4 février 1981   | Laax             | Bosses  | Franco Zanolari            | Greg Athans                | Nano Pourtier              |
| 8 février 1981   | Seefeld in Tirol | Saut    | Jean Corriveau             | Craig Clow                 | John Eaves                 |
| 9 février 1981   | Seefeld in Tirol | Ballet  | Information non disponible | Bob Howard                 | Frank Beddor               |
| 9 février 1981   | Seefeld in Tirol | combiné | Frank Beddor               | Greg Athans                | Rick Bowie                 |
| 14 février 1981  | Oberjoch         | Ballet  | Bob Howard                 | Frank Beddor               | Information non disponible |
| 14 février 1981  | Oberjoch         | Bosses  | Nano Pourtier              | Greg Athans                | Bill Keenan                |
| 15 février 1981  | Oberjoch         | Saut    | Jean Corriveau             | Mike Nemesvary             | Dominique Laroche          |
| 15 février 1981  | Oberjoch         | Combiné | Frank Beddor               | Greg Athans                | Peter Judge                |
| 28 février 1981  | Mont Sainte-Anne | Ballet  | Bob Howard                 | Frank Beddor               | Daniel Cote                |
| 1er mars 1981    | Mont Sainte-Anne | Saut    | Craig Clow                 | Frank Beddor               | Yves Laroche               |
| 8 mars 1981      | Poconos          | Saut    | Frank Beddor               | Craig Clow                 | Dominique Laroche          |
| 15 mars 1981     | Poconos          | Ballet  | Bob Howard                 | Ian Edmondson              | Greg Athans                |
| 18 mars 1981     | Mont Norquay     | Bosses  | Nano Pourtier              | Greg Athans                | Stuart O'Brein             |
| 18 mars 1981     | Mont Norquay     | Combiné | Frank Beddor               | Craig Sabina               | Nano Pourtier              |
| 18 mars 1981     | Mont Norquay     | Bosses  | Frank Beddor               | Bruce Bolesky              | Peter Judge                |
| 18 mars 1981     | Mont Norquay     | Combiné | Bruce Bolesky              | Peter Judge                | Murray Cluff               |
| 19 mars 1981     | Mont Norquay     | Bosses  | Nano Pourtier              | Frank Beddor               | John Eaves                 |
| 21 mars 1981     | Calgary          | Ballet  | Bob Howard                 | Information non disponible | Information non disponible |
| 22 mars 1981     | Calgary          | Saut    | John Eaves                 | Mike Nemesvary             | Dominique Laroche          |
| 22 mars 1981     | Calgary          | Combiné | John Eaves                 | Frank Beddor               | Peter Judge                |

### Femmes
| Date             | Lieu             | Épreuve | Vainqueur            | Second                     | Troisième                  |
| ---------------- | ---------------- | ------- | -------------------- | -------------------------- | -------------------------- |
| 16 janvier 1981  | Livigno          | Bosses  | Hilary Engisch       | Information non disponible | Renée Lee Smith            |
| 17 janvier 1981  | Livigno          | Ballet  | Jan Bucher           | Eveline Wirth              | Marie-Claude Asselin       |
| 18 janvier 1981  | Livigno          | Saut    | Maja Berg            | Marie-Claude Asselin       | Eveline Wirth              |
| 18 janvier 1981  | Livigno          | Combiné | Eveline Wirth        | Marie-Claude Asselin       | Stephanie Sloan            |
| 22 janvier 1981  | Tignes           | Bosses  | Marie-Claude Asselin | Stephanie Sloan            | Renée Lee Smith            |
| 23 janvier 1981  | Tignes           | Ballet  | Jan Bucher           | Christine Rossi            | Information non disponible |
| 24 janvier 1981  | Tignes           | Saut    | Marie-Claude Asselin | Maja Berg                  | Renée Lee Smith            |
| 24 janvier 1981  | Tignes           | Combiné | Marie-Claude Asselin | Stephanie Sloan            | Betsy Conroy               |
| 31 janvier 1981  | Laax             | Ballet  | Christine Rossi      | Renée Lee Smith            | Information non disponible |
| 1er février 1981 | Laax             | Saut    | Marie-Claude Asselin | Information non disponible | Maja Berg                  |
| 3 février 1981   | Laax             | Bosses  | Hilary Engisch       | Renée Lee Smith            | Stephanie Sloan            |
| 3 février 1981   | Laax             | Combiné | Marie-Claude Asselin | Renée Lee Smith            | Stephanie Sloan            |
| 4 février 1981   | Laax             | Bosses  | Hilary Engisch       | Kay Kucera                 | Stephanie Sloan            |
| 8 février 1981   | Seefeld in Tirol | Saut    | Maja Berg'           | Marie-Claude Asselin       | Information non disponible |
| 9 février 1981   | Seefeld in Tirol | Ballet  | Jan Bucher           | Information non disponible | Christine Rossi            |
| 9 février 1981   | Seefeld in Tirol | combiné | Marie-Claude Asselin | Stephanie Sloan            | Renée Lee Smith            |
| 14 février 1981  | Oberjoch         | Ballet  | Jan Bucher           | Information non disponible | Marie-Claude Asselin       |
| 14 février 1981  | Oberjoch         | Bosses  | Renée Lee Smith      | Erika Gallizzi             | Information non disponible |
| 15 février 1981  | Oberjoch         | Saut    | Marie-Claude Asselin | Information non disponible | Hayley Wolff               |
| 15 février 1981  | Oberjoch         | Combiné | Marie-Claude Asselin | Renée Lee Smith            | Eveline Wirth              |
| 28 février 1981  | Mont Sainte-Anne | Ballet  | Jan Bucher           | Christine Rossi            | Information non disponible |
| 1er mars 1981    | Mont Sainte-Anne | Saut    | Marie-Claude Asselin | Maja Berg                  | Renée Lee Smith            |
| 8 mars 1981      | Poconos          | Saut    | Maja Berg            | Marie-Claude Asselin       | Hayley Wolff               |
| 15 mars 1981     | Poconos          | Ballet  | Jan Bucher           | Christine Rossi            | Information non disponible |
| 18 mars 1981     | Mont Norquay     | Bosses  | Hilary Engisch       | Renée Lee Smith            | Marie-Claude Asselin       |
| 18 mars 1981     | Mont Norquay     | Combiné | Marie-Claude Asselin | Renée Lee Smith            | Betsy Conroy               |
| 18 mars 1981     | Mont Norquay     | Bosses  | Hilary Engisch       | Stephanie Sloan            | Renée Lee Smith            |
| 18 mars 1981     | Mont Norquay     | Combiné | Marie-Claude Asselin | Stephanie Sloan            | Renée Lee Smith            |
| 19 mars 1981     | Mont Norquay     | Bosses  | Hilary Engisch       | Stephanie Sloan            | Renée Lee Smith            |
| 21 mars 1981     | Calgary          | Ballet  | Jan Bucher           | Christine Rossi            | Eveline Wirth              |
| 22 mars 1981     | Calgary          | Saut    | Maja Berg            | Marie-Claude Asselin       | Renée Lee Smith            |
| 22 mars 1981     | Calgary          | Combiné | Stephanie Sloan      | Renée Lee Smith            | Eveline Wirth              |